# مقاطعة جيرفرسون (أوريغون)
مقاطعة جيرفرسون (بالإنجليزية: Jefferson County)‏ هي إحدى مقاطعات ولاية أوريغون في الولايات المتحدة الأمريكية.